# بروکس‌ویل (فلوریدا)
بروکس‌ویل (به انگلیسی: Brooksville) شهری در شهرستان هرناندو ایالت فلوریدا است که در سال ۱۸۵۶ بنیان‌گذاری شده‌است. این شهر طبق سرشماری سال ۲۰۱۰ میلادی، ۷٬۷۱۹ نفر جمعیت داشته و مساحت آن نیز ۱۲٫۹ کیلومتر مربع است.